# Ján Kleštinský
Ján Kleštinský (6. ledna 1902 – ???) byl slovenský a československý politik Komunistické strany Slovenska a poúnorový poslanec Národního shromáždění ČSR.

## Biografie
V roce 1948 se uvádí jako dělník.
Ve volbách do Národního shromáždění roku 1948 byl zvolen do Národního shromáždění za KSČ ve volebním kraji Trnava. Mandát držel až do konce funkčního období, tedy do voleb v roce 1954. V letech 1948, 1949, 1950 a 1953 se uvádí jako člen Ústředního výboru Komunistické strany Slovenska.